# Juan de Alcega
Juan de Alcega (segle xvi) fou un sastre basc conegut per haver difós l'ús de la geometria en l'ofici de la sastreria.

## Vida i Obra
Res es coneix de la seva vida. Sabem que era guipuscoà (probablement d'Hondarribia) i que va tenir forces dificultats per publicar el seu llibre degut a l'oposició dels gremis medievals, perquè desvelava els secrets del seu ofici. Però només coneixem aquestes dades perquè les explica ell mateix en el seu llibre.
El 1580 va publicar a Madrid el llibre titulat Libro de Geometria, Practica y Traça. El qual trata de lo tocante al officio de sastre para saber pedir el paño, seda o otra tela que sera menester para mucho genero de vestidos, ansi de hombres como de mujeres, y para saber como se an de cortar los tales vestidos, con otros muchos secretos y curiosidades tocantes a este arte, i que es va reeditar el 1589. El llibre és un clar exemple de l'aplicació de les matemàtiques a la tecnologia. També ha estat font d'estudis filològics, tant per la seva terminologia com pel coneixement de la moda de la seva època.